# Blow Up Your Video
Blow Up your Video es el undécimo álbum de estudio de la banda australiana de hard rock AC/DC, publicado por primera vez el 18 de enero de 1988. El álbum fue grabado en los Estudios Miraval en Correns (Francia) durante el verano de 1987.
El álbum fue producido por Harry Vanda y George Young, el equipo de producción de los primeros álbumes de la banda. Brian Johnson escribió todas las letras de las canciones y es hasta el momento la última vez que lo ha hecho. Fue el disco más vendido entre el material nuevo de la banda desde la publicación de For Those About To Rock, We Salute You. Sin embargo, el grupo tocó sólo cuatro canciones en el tour subsecuente, Heatseeker y That's the Way I Wanna Rock 'n' Roll de manera regular y "Nick Of Time" y "Go Zone" de manera esporádica. El LP alcanzó el número 2 en las listas británicas y su primer sencillo Heatseeker llegó al Top 20 también en el Reino Unido.
El álbum fue lanzado de nuevo en 2003 como parte de la serie de Remasters de AC/DC.

## Lista de canciones
1. "Heatseeker" - 3:53
2. "That's the Way I Wanna Rock 'n' Roll" - 3:50
3. "Meanstreak" - 4:12
4. "Go Zone" - 4:30
5. "Kissin' Dynamite" - 4:02
6. "Nick of Time" - 4:21
7. "Some Sin for Nuthin'" - 4:14
8. "Ruff Stuff" - 4:33
9. "Two's Up" - 5:24
10. "This Means War" - 4:24

En este álbum hay tres canciones adicionales, Down On The Borderline, Snake Eye y Borrowed Time.
Down On The Bordeline saldría a la luz en 1990 como cara B del sencillo Moneytalks, proveniente del siguiente disco de la banda, The Razors Edge.
Snake Eye se encuentra en la cara B del sencillo Heatseeker, uno de los sencillos de este disco.
Borrowed Time se encuentra como cara B de otro de los sencillos de este disco, That's the Way I Wanna Rock 'n' Roll.
Finalmente estas tres canciones se publicarian en 2009, en el recopilatorio oficial Backtracks.
También hay algunas demos que nunca aparecieron de forma oficial debido a que un fan robó durante las grabaciones del álbum estas dos canciones : Alright Tonight y Let It Loose. Las grabaciones existen y se pueden encontrar ya que aparecen en distintos Bootlegs o ediciones piratas, la primera vez en 1996 junto con demos de Heatseeker y That's the Way I Wanna Rock 'n' Roll.
Hard On es supuestamente el título de otra canción grabada durante las sesiones de este disco pero no existe ninguna grabación por el momento. Este rumor comenzó cuando en una entrevista la banda dijo que grabó 19 canciones para Blow Up Your Video y que eligieron 10 para el disco definitivo, nombrando este título en las canciones descartadas.
- Todas las canciones compuestas por Angus Young, Malcolm Young y Brian Johnson.

## Personal
- Brian Johnson - Cantante
- Angus Young - Guitarra solista
- Malcolm Young - Guitarra rítmica
- Cliff Williams - Bajo
- Simon Wright - Batería

## Certificaciones
| País           | Ventas      | Certificación    | Fecha      |
| -------------- | ----------- | ---------------- | ---------- |
| Estados Unidos | 1 000 000 + | Disco de platino | 29/04/1988 |
| Alemania       | 100 000+    | Disco de oro     | 1991       |
| Reino Unido    | 100 000 +   | Disco de oro     | 12/02/1988 |
| Suiza          | 50 000+     | Disco de platino | 1993       |